# Söderåsen, Krokoms kommun
Söderåsen är en by i Offerdals socken, Krokoms kommun, Jämtland. Byn är belägen mellan Bångåsen och Hållan. 
Byn omnämns första gången år 1410, då en thörkil j sudheraasum omtalas som åbo i byn. Byn är sammanbyggd med Bångåsen och präglas av jordbruket.